# Pasi Laurén
Pasi Jari Laurén (ur. 14 grudnia 1968) – fiński judoka. Olimpijczyk z Atlanty 1996, gdzie zajął 21. miejsce w wadze półlekkiej.
Uczestnik mistrzostw świata w 1989, 1991 i 1995. Startował w Pucharze Świata w latach 1991-1996. Brązowy medalista akademickch MŚ w 1994. Siódmy na mistrzostwach Europy w 1995 roku. Pięciokrotny mistrz kraju.

## Letnie Igrzyska Olimpijskie 1996
| Konkurencja | Eliminacje             | Eliminacje                        | Klas. końcowa |
| Konkurencja | Przeciwnik I           | Przeciwnik II                     | Miejsce       |
| ----------- | ---------------------- | --------------------------------- | ------------- |
| 65 kg       | Carlos Ramírez (ESA) Z | Pürewdordżijn Njamlchagwa (MGL) P | 21.           |